# Blomstermaleri
Blomstermaleriet står på grænsen mellem stilleben og landskabsmaleriet. Som blomstermaleri og frugtmaleri glider det over i "Frokostbillederne", Nature Morte-genren, men har også sit naturlige tilknytningspunkt til landskabsbilledet, af hvis ramme blomsterverdenen har løsnet sig som en værdifuld malerisk detalje.
Som dekorativt led kan blomstermaleri føres tilbage til kunstens fjerne tider. Ligesom de ægyptiske søjler med lotuskapitælerne og de græske søjleordener med volutternes tilbagerullede flige i stiliserede former gav udtryk for plantens organiske liv, således voksede det også snart ud som rent malerisk led i oldtidens udsmykningskunst; derimod var det kun enkeltvis, således hos den græske maler Pausias, at blomstermaleri optrådte som selvstændig kunstgren. I Middelalderen var blomstermaleri naturligt henvist til det samme tilbagetrukne uselvstændige liv. Det var Renæssancen, der bragte det frem i første plan. Nederlandene, hvis kunst med vågent øje fulgte naturens fænomener, og hvis havekunst kælede for yppige plantevarieteter, blev dets naturlige voksested. Allerede miniaturemalerne ved det burgundiske hof havde strøet udmærket malede blomster ind i håndskrifternes arabesk-rammer, og fra v. Eyck'ernes altomfattende kunst skød også blomstermaleri omsider frem. Til dets første dyrkere hører Jan Brueghel den ældre, kaldet ”Blomster-Brueghel”, og Daniel Seghers. En rig udvikling, særlig i koloristisk henseende, modtog blomstermaleri ved de Heem'erne: Cornelis de Heem og Jan Davidszoon de Heem samt fra elevkredsen, hvis dygtigste repræsentanter var Pieter de Ring, Jacob van Walscapelle, den minutiøse Abraham Mignon og den af Ludvig XIV højt skattede Maria van Oosterwijk. Blomsterbilledet var blevet husven i de hollandske borgeres huse, ligesom det også, malet af dygtige malere, havde fundet vej til deres skilte, og ved dette fortrolighedsforhold, båret oppe af befolkningens økonomiske interesser, kunne det skaffe sine dyrkere fuldt op at gøre og endnu stå i fuldt flor ind i 18. århundrede, Jan van Huysum, hvis overordentlig omhyggelig udførte kunst har sin baggrund i tidens tulipanliebhaveri; Rachel Ruysch. Blomstermaleri måtte derimod under den italienske renæssance underordne sig som pynt Sandro Botticellis Primavera med videre eller tjene rent dekorative formål.
Fra midten af det 18. århundrede trivedes blomstermaleri hist og her, som i Lyon, hvor det støttede den derværende silkeindustri og gav den kunstindustriel rang, maleren Simon Saint-Jean. På Den kongelige Porcelainsfabrik kappedes blomstermaler Christian Leonhard Klein med Johan Laurentz Jensen; men først fra midten af 19. århundrede blomstrede det. I Danmark fik blomstermaleri gode vækstvilkår hos Jens Juel og ved den eckersbergske skole, P.C. Skovgaards og J.Th. Lundbyes interesse for den enkelte planteform. C.D. Fritzsch maler sine pompøse buketter; blandt den ældre generation endvidere Johan Laurentz Jensen og hans talrige elever. William Hammer, Carl Vilhelm Balsgaard, Johannes Ludvig Camradt, Hermania Neergaard og den kun halvt danske Theude Grønland. Otto Diderich Ottesens fine pensel kæler med aldrig svigtende omhu både for havens – og i modsætning til tidligere dansk kunst – også den fri naturs blomsterverden, ligesom senere fx Anthonore Christensen. Endelig kan videre eksempelvis anføres: Oluf August Hermansen, Emma Thomsen, Emma Løffler, Johan Friderich Bergsøe, Arnold Winther, Augusta Dohlmann og Nicoline Tuxen tilfører blomstermaleri moderne tekniks virkningsfuldere kolorit. Blomstermaleri har i den sidste tid dygtige repræsentanter i Harald Holm, Anna Syberg, Carl Frydensberg, Ludvig Find, G.F. Clement, Olga Meisner-Jensen med mange flere. Norge har i 19. århundrede haft en fremragende blomstermaler i Frants Diderik Bøe.